# Stephen Bray
Stephen Bray, född 23 december 1956 i Detroit i Michigan, är en amerikansk låtskrivare, trummis och skivproducent. Han var en av medlemmarna i popbandet Breakfast Club, senare känd som låtskrivare och producent för Madonna på albumen Like a Virgin, True Blue och Like a Prayer. Bray gjorde också musiken till filmen Who's That Girl från 1987.